# Channa argus warpachowskii
Channa argus warpachowskii is een ondersoort van Channa argus, een straalvinnige vis uit de familie van de slangenkopvissen (Channidae). De wetenschappelijke naam is in 1909 gepubliceerd door Berg.